# Anita Bose Pfaff
Anita Bose Pfaff (nascida em 29 de novembro de 1942) é uma economista austríaca, que já foi professora na Universidade de Augsburg, bem como política no Partido Social Democrata da Alemanha . Ela é filha do nacionalista indiano Subhas Chandra Bose (1897–1945) e sua esposa,  ou companheira, Emilie Schenkl.

## Vida
Pfaff é a única filha de Emilie Schenkl e Subhas Chandra Bose, que - com o objetivo de tentar um ataque armado ao Raj britânico com a ajuda do Japão Imperial - deixou Schenkl e Pfaff na Europa e se mudou para o sudeste da Ásia, quando Pfaff tinha quatro meses de idade. Pfaff foi criada por sua mãe, que trabalhou em turnos no escritório durante os anos do pós-guerra para sustentar a família, que incluía a avó materna de Pfaff. Pfaff não recebeu o sobrenome de seu pai ao nascer e cresceu como Anita Schenkl.

## Carreira acadêmica
A partir de 2012, Pfaff foi professora de economia na Universidade de Augsburg.

## Casamento e família
Pfaff é casada com o professor Martin Pfaff, que anteriormente era membro do Bundestag (o parlamento alemão), representando o SPD. Eles têm três filhos: Peter Arun, Thomas Krishna e Maya Carina.

## meios de comunicação
Pfaff é mencionado no filme de Bollywood Netaji Subhas Chandra Bose: The Forgotten Hero.

### Citações
- Bose, Sarmila (2005), «Love in the Time of War: Subhas Chandra Bose's Journeys to Nazi Germany (1941) and towards the Soviet Union (1945)», Economic and Political Weekly, 40 (3): 249–256
- Bose, Sugata (2011), His Majesty's Opponent: Subhas Chandra Bose and India's Struggle against Empire, ISBN 978-0-674-04754-9, Harvard University Press, consultado em 22 de setembro de 2013
- Gordon, Leonard A. (1990), Brothers against the Raj: a biography of Indian nationalists Sarat and Subhas Chandra Bose, ISBN 978-0-231-07442-1, Columbia University Press, consultado em 17 de novembro de 2013
- Hayes, Romain (2011), Subhas Chandra Bose in Nazi Germany: Politics, Intelligence and Propaganda 1941-1943, ISBN 978-0-19-932739-3, Oxford University Press, consultado em 22 de setembro de 2013